# Eleccions legislatives búlgares de 1946

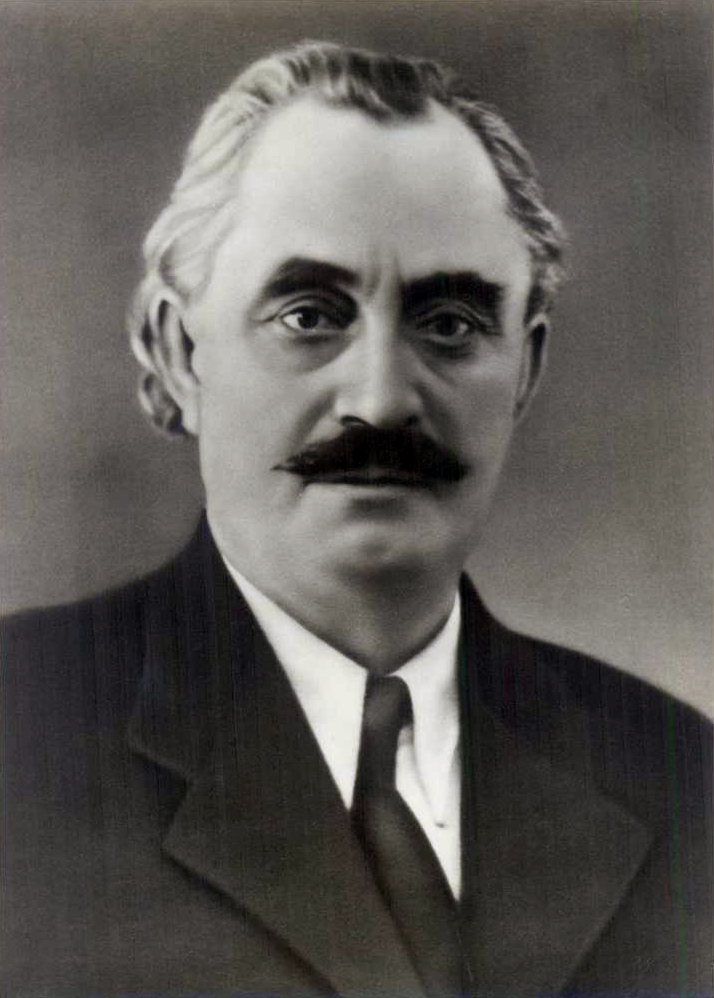
Retrat de Gueorgui Dimitrov, que fou nomenat primer ministre.

Les eleccions legislatives búlgares de 1946 se celebraren el 27 d'octubre de 1946 i foren forçades pels comunistes búlgars per tal d'assegurar-se en el poder. Els comunistes, recolzats per la presència de l'Exèrcit Roig, formaren un Front Patriòtic format pel Partit Comunista Búlgar, la Unió Política Zveno, la Unió Popular Agrària Búlgara i el Partit Socialdemòcrata Búlgar.
El Front Patriòtic va obtenir 366 dels 465 escons, dels quals 277 foren atorgats als comunistes i els altres 89 als tres socis de coalició, mentre que els 99 escons restants se'ls atorgà l'oposició. Gueorgui Dimitrov fou nomenat primer ministre de Bulgària el 23 de novembre. Els líders opositors foren eliminats en 1947 i Bulgària es va convertir en un Estat socialista, governat per dos partits fins a 1990 - el Partit Comunista Búlgar i la Unió Popular Agrària Búlgara.